# Threticus biscolor
Threticus biscolor är en tvåvingeart som först beskrevs av Banks 1894.  Threticus biscolor ingår i släktet Threticus och familjen fjärilsmyggor. Inga underarter finns listade i Catalogue of Life.